# Levcit
Levcit je kalijev aluminijev tektosilikat s kemijsko formulo K[AlSi2O6]. Kristali imajo obliko kubičnega eikozitetraedra, vendar niso optično izotropni in so zato psevdo kubični. Goniometrične meritve so pokazale, da kristalizira v tetragonalnem kristalnem sistemu. Optčne preiskave so pokazale, da so kristali bolj kompleksni in sestavljeni iz več ortorombskih in monoklinskih posameznikov, ki so optično dvoosni in ponavljajoče se dvojčičeni, kar tvori dvojne lamele in brazde na zunanjih ploskvah. Če se kristali segrejejo na temperaturo okoli 500 °C, postanejo optično izotropni. Dvojne lamele in brazde izginejo, po ohladitve pa se spet pojavijo. Psevdo  kubične lastnosti levcita so zelo podobne lastnostim minerala boracita.
Kristali so beli ali pepelnato sivi. Ime levcit (iz grškega  λευκος, leukos,  '(motno) bel') je predlagal A.G. Werner leta 1701. Sveži kristali so prozorni in steklasti, zaradi majhnega lomnega količnika 'podsteklasti', vendar se hitro postarajo in postanejo voščeni/mastni in nato motni in neprozorni. Kristali so krhki in imajo školjkast lom. Njihova trdota po Mohsovi lestvici je 5,5. Specifična teža je 2,47. V kristalih so pogosto vključki drugih mineralov, razporejenih v koncentričnih conah. Mineral je bil zaradi barve in oblike kristalov v preteklosti znan tudi kot 'beli  granat'. Starejši francoski avtorji so ga imenovali amfigen.
- Kristali levcita na kremenu, Karbi Anglong, Assam, Indija
- Kristali levcita iz Poggio Nibbio, Lacij, Italija (velikost 48 × 40 × 35 mm)
- Popolna psevdomorfoza ortoklaza v levcit, Oberwiesenthal, Saška, Nemčija (velikost 5,5 cm)